# Konrad (biskup lwowski)
Konrad (ur. ?, zm. 16 marca 1390) – duchowny rzymskokatolicki, biskup lwowski.

## Biografia
Nie jest znane jego pochodzenie. Przypuszcza się jednak, że pochodził z Europy Zachodniej.
Mianowany drugim biskupem lwowskim (data mianowania nieznana). Brak informacji kiedy i od kogo przyjął sakrę biskupią. Biskupem lwowskim był do śmierci 16 marca 1390, jednak faktycznie pracował w Kurii Rzymskiej.